# Revue de paléobiologie
La Revue de Paléobiologie est une revue scientifique fondée en 1982, éditée par le Muséum d'histoire naturelle de Genève et qui publie des articles scientifiques en diverses langues sur tous les domaines de la paléontologie : paléobiologie, biostratigraphie, paléogéographie, paléoécologie, archéozoologie. Un volume, composé de deux numéros, est publié par an.